# Catedral de Santiago (Šibenik)
La Catedral de Santiago (Katedrala sv. Jakova) es un templo católico en Šibenik, Croacia es el templo principal de la diócesis de Šibenik. Una de sus características más destacadas es su friso con 75 figuras esculpidas de hombres, mujeres y niños.
El edificio de la iglesia se inició en 1402, a pesar de los planes de su construcción ya habían comenzado en 1298, cuando Šibenik se convirtió en un municipio. El trabajo real para transformar la catedral románica más antigua comenzó en 1431. Construida enteramente de piedra caliza de una cantera cercana y mármol de la isla de Brac, que se completó en tres fases, desde 1431 hasta 1536. El Consejo de la Gran Ciudad encomendó la labor a los maestros italianos Francesco di Giacomo, Lorenzo Pincino y Pier Paolo Bussato. Sin embargo, en 1441 los trabajos realizados no convencían al Consejo y encargó a Giorgio da Sebenico (Giorgio Orsini, llamado en Croacia Juraj Dalmatinac) un proyecto más complejo. Giorgio da Sebenico, impulsor del estilo renacentista adriático, añadió las naves laterales y los ábsides poligonales, construyó el baptisterio, las bases de la cúpula y trazó numerosas esculturas, entre ellas las numerosas cabezas del zócalo exterior.
A su muerte en 1475, lo sucedió Niccolò di Giovanni Fiorentino, quien completó la cúpula y la fachada, aparte de construir el triforio. Finalmente, los venecianos Bartolomeo e Giacomo da Mestre y el croata Mestičević de Zadar pudieron concluir la catedral en 1536.
Forma parte del Patrimonio Mundial de la Humanidad de la Unesco desde el año 2000.

## Galería fotográfica

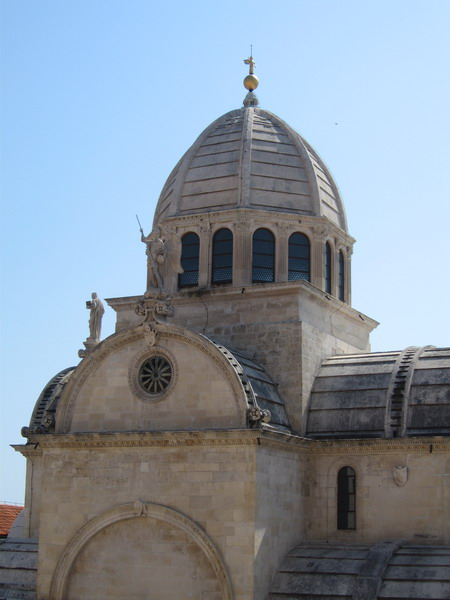
Cúpula y tejados.
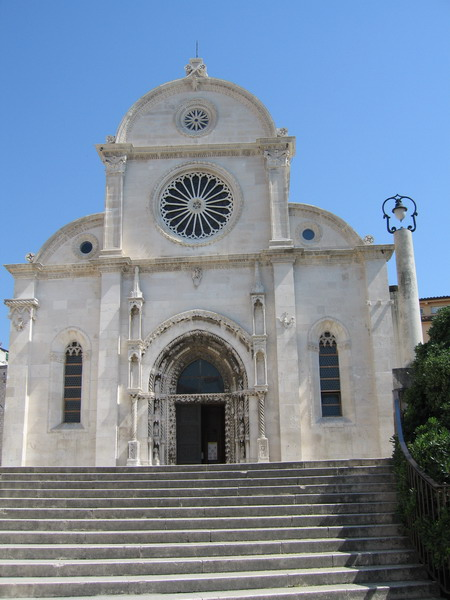
Fachada de la catedral.
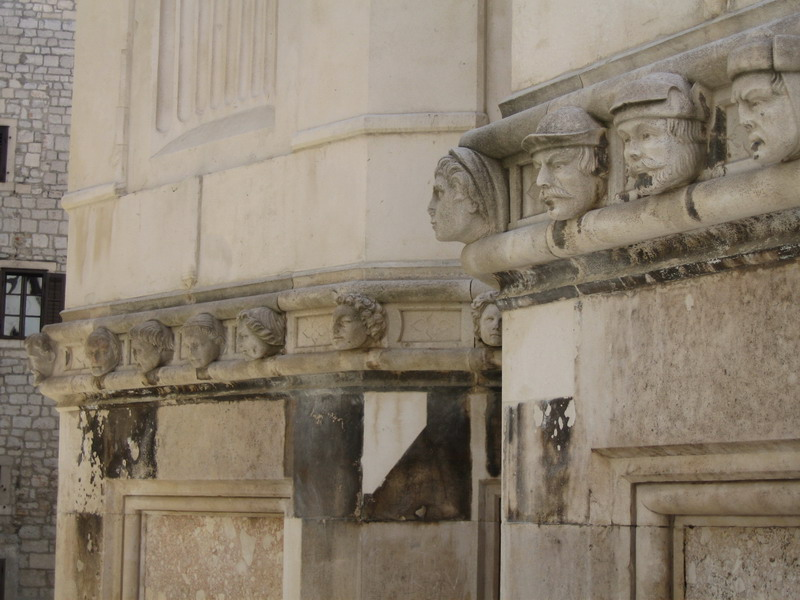
Detalle de la decoración exterior.
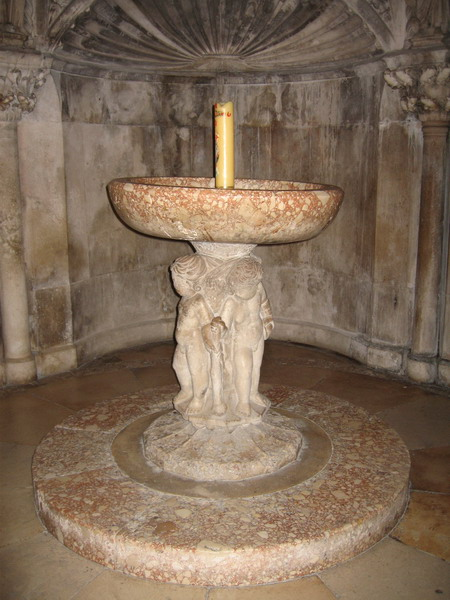
Pila bautismal.